# Karel Soukal (kněz)
Karel Soukal (* 10. prosince 1974, Vrchlabí) je řeckokatolický kněz a školní kaplan. Jeho sestrou je biatlonistka Gabriela Soukalová.
Vyrůstal v katolické rodině. Jako jeden z mála kněží v České republice je biritualista. Kněžské svěcení přijal 31. ledna 2009 v chrámu Nejsvětější Trojice v Praze z rukou biskupa Ladislava Hučka. Působí v Praze jako rektor řeckokatolického kostela sv. Kosmy a Damiána v Emauzích a v kostele Nejsvětější Trojice na Novém Městě pražském. V září roku 2010 byl jmenován školním kaplanem na Vyšší odborné škole publicistiky v Praze.